# Führerns elit
Führerns elit (originaltitel: Napola – Elite für den Führer), i Finland distribuerad med titeln Napola – Hitlers elitskola, är en tysk dramafilm från 2004 i regi av Dennis Gansel.

## Handling
Nazityskland, 1942. När den unge boxaren Friedrich (Max Riemelt) får chansen att undervisas vid en Napola, en strikt patriotisk elitskola, ser han det som en chans att komma ifrån fattigdomen och sin antinazistiske far. Mitt under brinnande världskrig gör sig Friedrich snabbt ett namn i ringen, och hans patriotiska övertygelse går inte att ta miste på. Men samtidigt utvecklar han en nära vänskap med guvernörssonen Albrecht (Tom Schilling), som själv inte är lika övertygad om nazismens överhet. När Albrecht efter ett våldsamt uppdrag med en blodig utgång tar det farliga beslutet att vända ideologin ryggen måste Friedrich välja mellan att trotsa regimen och hjälpa sin vän eller ge efter för nazismen.

## Rollista i urval
- Max Riemelt – Friedrich Weimer
- Tom Schilling – Albrecht Stein
- Devid Striesow – Heinrich Vogler
- Joachim Bissmeier – Dr. Karl Klein
- Justus von Dohnanyi – Heinrich Stein
- Michael Schenk – Josef Peiner "Peiniger"
- Florian Stetter – Justus von Jaucher